# 倉田秋
倉田 秋（くらた しゅう、1988年11月26日 - ）は、大阪府高槻市出身のプロサッカー選手。Jリーグ・ガンバ大阪所属。ポジションはミッドフィールダー（MF）。元日本代表。

## 来歴

### プロ入り前
中学時代からガンバ大阪の下部組織に所属。2006年、高校3年次の日本クラブユース選手権大会では、決勝でゴールを決めるなど大きく貢献（チーム1-0で優勝）し、大会MVPに輝いた。

### ガンバ大阪
2007年にトップチームに昇格（同期昇格は下平匠、星原健太）。シーズン前の海外キャンプでは才能の片鱗を見せ、当時の西野朗監督はガンバの攻撃を操るユースの先輩と比較して「二川2世」と評した。7月7日に行われたヤマザキナビスコカップ、浦和レッドダイヤモンズ戦でスタメンで公式戦初出場を果たすと、ボランチの位置で90分間積極的にプレー。バー直撃の推定35m強烈ミドルやファールでしか止めることの出来ないほど推進力のあるドリブルを披露した。ユース時代はキャプテンを務め、チームが「攻撃的スタイル」にシフトチェンジする際に、ポジションをセンターハーフからサイドハーフに変え、前に出ていく回数を増やすという戦術が頻繁に用いられた。しかし、遠藤・二川らの経験豊富な中盤に割って入るには至らず、出場機会には恵まれなかった。

### ジェフユナイテッド市原・千葉
2010年、J2のジェフユナイテッド市原・千葉への期限付き移籍が発表された。J2開幕戦のロアッソ熊本戦で、Jリーグ初得点を決め順調な滑り出しを見せると、以後レギュラーに定着して活躍、プロ入り後初めてシーズン通して出場した。

### セレッソ大阪
2011年、セレッソ大阪への期限付き移籍での加入が発表された。J1開幕戦、古巣ガンバとの大阪ダービーで、J1初得点を決める。レヴィー・クルピ監督の下で清武弘嗣、乾貴士、金甫炅と好連携を見せ 、最終的にチームトップタイの10得点を挙げる活躍を見せた。
退団以降も山口蛍や清武弘嗣といった当時のチームメイトと食事をするなど親交がある他、「セレッソサポーターのことは好き。あったかいチームやったし。それも分かってるんで。試合になればガツガツ行きたい」と話している。

### ガンバ大阪復帰
2012年、セレッソ大阪との移籍期間満了につき3年ぶりにガンバ大阪に復帰した。開幕当初は怪我で出遅れるも、復帰後はレギュラーに定着しガンバでも安定したプレーを見せたが、チームは極度の不振に陥りJ2降格となってしまった。
2013年、J1クラブからオファーを貰うもガンバに残留した。開幕からレアンドロと2トップを組み攻撃陣を牽引し、前半戦だけで7得点を記録するなど監督の長谷川健太からは「前半戦のMVP」と称される活躍を見せた。しかし、J2第21節徳島戦で左膝外側側副靭帯損傷および左脛骨近位骨挫傷の重傷を負い長期離脱を余儀なくされ、2か月半後のJ2第36節栃木戦で復帰。以降、サイドハーフで出場し、ガンバのJ2優勝とJ1復帰に貢献した。
2014年、開幕当初はFWの人材不足により前線で起用されることが多かったが、シーズン半ば以降は中盤の2列目からの積極的なハードワークで攻守両面にわたり奮闘。天皇杯2回戦ツエーゲン金沢戦ではプロ入り初のハットトリックを達成。シーズン終盤は控えに回ったが、優勝への天王山となった第32節浦和戦では、試合終了間際にダメ押しゴールを決めるなど随所で存在感を発揮し、ガンバのリーグ優勝さらには国内三冠に大きく貢献した。
2015年7月23日、東アジアカップ2015に出場する日本代表メンバーに初選出された。8月5日の韓国戦で代表初出場を果たし、山口蛍の代表初ゴールをアシストする活躍を見せた。前半戦はベンチスタートになることもあったが、長谷川監督の守備を安定させる意向で後半戦から4-2-3-1のシステムが採用されるとトップ下のレギュラーに定着し攻守両面のキーマンとして活躍。天皇杯準々決勝鳥栖戦と準決勝広島戦では宇佐美貴史が決めた計4得点全ての起点となり、決勝の浦和戦ではパトリックの先制ゴールをアシストし天皇杯連覇に貢献するなど決定的な成果も多くもたらした。
2016年5月21日、第13節のサンフレッチェ広島戦ではボランチとして先発して勝利に貢献した。その後は井手口陽介がボランチに定着したため本来のサイドハーフのポジションに戻った。
2017年より長年二川孝広がつけていた背番号「10」番に変更された。3月16日、日本代表のメンバー発表が行われ、東アジアカップ以来の代表復帰を果たした。4月16日、第7節のセレッソ大阪との大阪ダービーではアドリアーノ以来2人目、日本人では初の大阪ダービーにおいて両クラブで得点を果たした。10月6日、キリンチャレンジカップのニュージーランド戦で代表初得点を決めた。続く10月10日のキリンチャレンジカップのハイチ戦ではスタメン出場し、先制点を決めて2試合連続得点を記録。
2018年は、ロシアW杯に向けてメンバー入りが期待されたが、シーズン序盤で怪我をしてコンディションが整わなかったことや、代表監督交代などもあり、同年以降は一度も日本代表に招集されることはなく、初のW杯メンバー入りも叶わなかった。
2019年10月19日、第29節の川崎フロンターレ戦では、65分に小野瀬康介からのクロスに飛び込みヘディングで同点ゴールを決めた。しかし、そのシュート時に川崎の選手と頭が激突し、そのまま倒れ込んだまま動けなくなり途中交代となった。その後、救急車で病院に搬送され、脳震とうと左頬骨骨折と診断された。
2020年2月23日、開幕戦の横浜F・マリノス戦でJ1通算50得点を決め、チームの2011年以来9年ぶりの開幕戦勝利に貢献した。
2022年より、チームキャプテンに就任。しかしシーズンを通してチームは残留争いで苦しい状況を戦い、自身もシーズン中盤以降は徐々に出番を失い、ベンチ外になることも多くなり、2009年以来の公式戦無得点に終わった。7月2日、第19節の浦和レッズ戦で前半にゴールネットを揺らすもVARの判定により得点取り消しとなった。
2023年は怪我で出遅れメンバー外が続いたが14節の横浜F・マリノス戦でリーグ戦初先発を勝ち取りチームは敗れたもの好パフォーマンスを見せた。翌節のアルビレックス新潟戦で1年7ヶ月ぶりのゴールを決めチームの連敗ストップ、更にその後チームは3年ぶりのリーグ4連勝を飾った。
2025年2月22日、第2節のホーム・アビスパ福岡戦では前半にこぼれ球からダイビングヘッド、後半に右足の狙い澄ましたゴールで2得点を決めて勝利に貢献。自身にとって2020年以来の1シーズンのリーグ戦複数得点となった。

## 所属クラブ
- 1994年 のびてゆく幼稚園（大阪府高槻市）
- 1995年 - 2000年 FCファルコン（高槻市立清水小学校）
- 2001年 - 2003年 ガンバ大阪ジュニアユース（高槻市立第九中学校）
- 2004年 - 2006年 ガンバ大阪ユース（大阪府立芥川高等学校）
- 2007年 -  ガンバ大阪
  - 2010年  ジェフユナイテッド市原・千葉（期限付き移籍）
  - 2011年  セレッソ大阪（期限付き移籍）

## 個人成績
| 国内大会個人成績 | 国内大会個人成績 | 国内大会個人成績 | 国内大会個人成績 | 国内大会個人成績 | 国内大会個人成績 | 国内大会個人成績 | 国内大会個人成績 | 国内大会個人成績 | 国内大会個人成績 | 国内大会個人成績 | 国内大会個人成績 |
| 年度             | クラブ           | 背番号           | リーグ           | リーグ戦         | リーグ戦         | リーグ杯         | リーグ杯         | オープン杯       | オープン杯       | 期間通算         | 期間通算         |
| 年度             | クラブ           | 背番号           | リーグ           | 出場             | 得点             | 出場             | 得点             | 出場             | 得点             | 出場             | 得点             |
| 日本             | 日本             | 日本             | 日本             | リーグ戦         | リーグ戦         | リーグ杯         | リーグ杯         | 天皇杯           | 天皇杯           | 期間通算         | 期間通算         |
| ---------------- | ---------------- | ---------------- | ---------------- | ---------------- | ---------------- | ---------------- | ---------------- | ---------------- | ---------------- | ---------------- | ---------------- |
| 2007             | G大阪            | 31               | J1               | 6                | 0                | 2                | 0                | 0                | 0                | 8                | 0                |
| 2008             | G大阪            | 20               | J1               | 13               | 0                | 2                | 0                | 4                | 0                | 19               | 0                |
| 2009             | G大阪            | 20               | J1               | 3                | 0                | 0                | 0                | 0                | 0                | 3                | 0                |
| 2010             | 千葉             | 14               | J2               | 29               | 8                | -                | -                | 3                | 1                | 32               | 9                |
| 2011             | C大阪            | 23               | J1               | 33               | 10               | 1                | 0                | 5                | 0                | 39               | 10               |
| 2012             | G大阪            | 14               | J1               | 31               | 7                | 2                | 0                | 4                | 1                | 37               | 8                |
| 2013             | G大阪            | 6                | J2               | 28               | 8                | -                | -                | 1                | 0                | 29               | 8                |
| 2014             | G大阪            | 11               | J1               | 30               | 6                | 11               | 2                | 6                | 3                | 47               | 11               |
| 2015             | G大阪            | 11               | J1               | 31               | 5                | 4                | 0                | 4                | 1                | 39               | 6                |
| 2016             | G大阪            | 11               | J1               | 34               | 2                | 5                | 0                | 2                | 0                | 41               | 2                |
| 2017             | G大阪            | 10               | J1               | 33               | 8                | 2                | 0                | 2                | 0                | 37               | 8                |
| 2018             | G大阪            | 10               | J1               | 31               | 4                | 6                | 0                | 1                | 0                | 38               | 4                |
| 2019             | G大阪            | 10               | J1               | 31               | 7                | 8                | 3                | 1                | 0                | 40               | 10               |
| 2020             | G大阪            | 10               | J1               | 34               | 4                | 2                | 0                | 2                | 0                | 38               | 4                |
| 2021             | G大阪            | 10               | J1               | 37               | 1                | 2                | 0                | 3                | 1                | 42               | 2                |
| 2022             | G大阪            | 10               | J1               | 18               | 0                | 3                | 0                | 2                | 0                | 23               | 0                |
| 2023             | G大阪            | 10               | J1               | 17               | 1                | 4                | 0                | 0                | 0                | 21               | 1                |
| 2024             | G大阪            | 10               | J1               | 25               | 1                | 1                | 0                | 4                | 0                | 30               | 1                |
| 2025             | G大阪            | 10               | J1               |                  |                  |                  |                  |                  |                  |                  |                  |
| 通算             | 日本             | 日本             | J1               | 407              | 56               | 55               | 5                | 40               | 6                | 502              | 67               |
| 通算             | 日本             | 日本             | J2               | 57               | 16               | -                | -                | 4                | 1                | 61               | 17               |
| 総通算           | 総通算           | 総通算           | 総通算           | 464              | 72               | 55               | 5                | 44               | 7                | 563              | 84               |

その他の公式戦
- 2015年
  - FUJI XEROX SUPER CUP 1試合0得点
  - Jリーグチャンピオンシップ 3試合0得点
- 2016年
  - FUJI XEROX SUPER CUP 1試合0得点
- 2021年
  - FUJI XEROX SUPER CUP 1試合0得点

| 国際大会個人成績 | 国際大会個人成績 | 国際大会個人成績 | 国際大会個人成績 | 国際大会個人成績 | FIFA      | FIFA      |
| 年度             | クラブ           | 背番号           | 出場             | 得点             | 出場      | 得点      |
| AFC              | AFC              | AFC              | ACL              | ACL              | クラブW杯 | クラブW杯 |
| ---------------- | ---------------- | ---------------- | ---------------- | ---------------- | --------- | --------- |
| 2008             | G大阪            | 20               | 3                | 0                | 0         | 0         |
| 2009             | G大阪            | 20               | 1                | 0                | -         | -         |
| 2011             | C大阪            | 23               | 5                | 1                | -         | -         |
| 2012             | G大阪            | 14               | 3                | 1                | -         | -         |
| 2015             | G大阪            | 11               | 11               | 2                | -         | -         |
| 2016             | G大阪            | 11               | 5                | 0                | -         | -         |
| 2017             | G大阪            | 10               | 4                | 0                | -         | -         |
| 2021             | G大阪            | 10               | 6                | 1                | -         | -         |
| 2025/26/2        | G大阪            | 10               |                  |                  | -         | -         |
| 通算             | AFC              | AFC              | 38               | 5                | 0         | 0         |

その他の国際公式戦
- 2008年
  - パンパシフィックチャンピオンシップ 2試合0得点
  - スルガ銀行チャンピオンシップ 1試合0得点
- 2015年
  - スルガ銀行チャンピオンシップ 1試合0得点
- 2017年
  - AFCチャンピオンズリーグ・プレーオフ 1試合0得点

出場歴
- 公式戦初出場 - 2007年7月7日 ナビスコカップ準々決勝第1戦 vs浦和レッズ（埼玉スタジアム2002）
- Jリーグ初出場 - 2007年8月11日 J1第19節 vsアルビレックス新潟（万博記念競技場）
- Jリーグ初得点 - 2010年3月7日  J2第1節 vsロアッソ熊本（KKWING）

## タイトル

### クラブ
ガンバ大阪ユース
- 日本クラブユースサッカー選手権 (U-18)大会：1回（2006年）

ガンバ大阪
- Jリーグ ディビジョン1：1回（2014年）
- Jリーグ ディビジョン2：1回（2013年）
- Jリーグカップ：2回（2007年、2014年）
- 天皇杯：4回（2008年、2009年、2014年、2015年）
- FUJI XEROX SUPER CUP：2回（2007年、2015年）
- AFCチャンピオンズリーグ：1回（2008年）
- パンパシフィックチャンピオンシップ：1回（2008年）

### 個人
- 日本クラブユースサッカー選手権 (U-18)大会 最優秀選手賞（2006年）

## 代表歴
- 国際Aマッチ初出場 - 2015年8月5日 - EAFF東アジアカップ2015 vs韓国代表（武漢体育中心）
- 国際Aマッチ初得点 - 2017年10月6日 - キリンチャレンジカップ2017 vsニュージーランド代表（豊田スタジアム）

### 出場大会
- U-14日本代表
- U-15日本代表
- U-16日本代表
  - 2004年 - AFC U-17選手権
- U-17日本代表
- U-18日本代表
- U-20日本代表
- 日本代表
  - 2015年 - 東アジアカップ2015
  - 2017年 - 2018 FIFAワールドカップ・アジア3次予選
  - 2017年 - キリンチャレンジカップ2017
  - 2017年 - EAFF E-1フットボールチャンピオンシップ2017

### 試合数
- 国際Aマッチ 9試合 2得点（2015年 - 2017年）

| 日本代表 | 国際Aマッチ | 国際Aマッチ |
| 年       | 出場        | 得点        |
| -------- | ----------- | ----------- |
| 2015     | 1           | 0           |
| 2017     | 8           | 2           |
| 通算     | 9           | 2           |

### 出場
| No. | 開催日         | 開催都市     | スタジアム                             | 対戦国                 | 結果 | 監督           | 大会                                   |
| --- | -------------- | ------------ | -------------------------------------- | ---------------------- | ---- | -------------- | -------------------------------------- |
| 1.  | 2015年8月5日   | 武漢         | 武漢体育中心                           | 韓国                   | △1-1 | ハリルホジッチ | EAFF東アジアカップ2015                 |
| 2.  | 2017年3月23日  | アル・アイン | ハッザーア・ビン・ザーイド・スタジアム | アラブ首長国連邦       | ○2-0 | ハリルホジッチ | 2018 FIFAワールドカップ・アジア3次予選 |
| 3.  | 2017年6月7日   | 調布         | 味の素スタジアム                       | シリア                 | △1-1 | ハリルホジッチ | キリンチャレンジカップ2017             |
| 4.  | 2017年6月13日  | テヘラン     | シャヒード・ダストゲルディ・スタジアム | イラク                 | △1-1 | ハリルホジッチ | 2018 FIFAワールドカップ・アジア3次予選 |
| 5.  | 2017年10月6日  | 豊田         | 豊田スタジアム                         | ニュージーランド       | ○2-1 | ハリルホジッチ | キリンチャレンジカップ2017             |
| 6.  | 2017年10月10日 | 横浜         | 日産スタジアム                         | ハイチ                 | △3-3 | ハリルホジッチ | キリンチャレンジカップ2017             |
| 7.  | 2017年12月9日  | 調布         | 味の素スタジアム                       | 朝鮮民主主義人民共和国 | ○1-0 | ハリルホジッチ | EAFF E-1サッカー選手権2017             |
| 8.  | 2017年12月12日 | 調布         | 味の素スタジアム                       | 中国                   | ○2-1 | ハリルホジッチ | EAFF E-1サッカー選手権2017             |
| 9.  | 2017年12月16日 | 調布         | 味の素スタジアム                       | 韓国                   | ●1-4 | ハリルホジッチ | EAFF E-1サッカー選手権2017             |

### ゴール
| ＃ | 開催日         | 開催都市 | スタジアム     | 対戦国           | 結果 | 試合概要                   |
| -- | -------------- | -------- | -------------- | ---------------- | ---- | -------------------------- |
| 1. | 2017年10月6日  | 豊田     | 豊田スタジアム | ニュージーランド | ○2-1 | キリンチャレンジカップ2017 |
| 2. | 2017年10月10日 | 横浜     | 日産スタジアム | ハイチ           | △3-3 | キリンチャレンジカップ2017 |